# Lowick, Cumbria
Lowick är en by och en civil parish i Cumbria, England. Orten har 224 invånare (2001). Den har en kyrka.